# Moulin de Matefosse
De Moulin de Matefosse is een watermolen op de Ruisseau d'Évegnée, gelegen in het tot de Belgische gemeente Soumagne behorende dorp Évegnée, aan de Rue du Moulin 18.
Deze bovenslagmolen fungeerde als korenmolen.
De molen bestaat voornamelijk uit twee natuurstenen vleugels die in een L-vorm zijn gegroepeerd. Bij de ingang van de laagste vleugel is nog het jaartal 1686 te vinden. De hoogste vleugel, die loodrecht op de beek staat, is van de 1e helft van de 19e eeuw. Meer recent (2e helft 20e eeuw) zijn nog bijgebouwen toegevoegd.
De molengebouwen werden heringericht als gastenverblijf, waarbij het waterrad en het binnenwerk zijn verdwenen.
- Monument Wallonië DGO4: 62099-INV-0137-01